# Esteban Iusarte
Esteban Iusarte o Jusarte (en portugués "Estêvão Jusarte"), (muerto en Oporto, 1517? 1520?), fue un colono, armador,  contrabandista y pirata portugués del siglo XVI, radicado en el archipiélago de Cabo Verde.

## Origen y familia
Esteban Iusarte pertenecía a una familia cuyos orígenes probablemente fueran ingleses. Sus antepasados cercanos habían pasado por Castilla y finalmente se establecieron en Portugal en 1476, donde ascendieron hasta formar parte de la nobleza.
Esteban Iusarte fue uno de siete hermanos, de los cuales el más destacado fue Fernán de Melo Iusarte, que llegó a ser funcionario real en las colonias insulares africanas.

## Actividades
Fernán y Esteban se trasladaron a Santo Tomé y a Cabo Verde, en el conjunto de islas frente al golfo de Guinea descubiertas y colonizadas por los portugueses en el siglo XV.
En 1514, ambos viajaron juntos al Congo, acompañados de un tal "Dom Gonçalo" sobrino del manicongo Alfonso. Los dos hermanos se presentaron ante el manicongo como parientes del rey Manuel de Portugal, por lo que fueron recibidos con las debidas honras y les fueron confiadas, en prenda para el monarca, veinte esclavos y trescientas ajorcas, que nunca llegaron a destino. Cuando el manicongo Alfonso se percató de la impostura mediante una misiva los denunció ante Manuel.
En 1515, Esteban Iusarte se encuentra en Cabo Verde, junto a Fernán. Se dedica brevemente a ser armador, pero luego continúa ejerciendo la piratería en los mares del archipiélago y la costa africana colindante.

## Juicio y muerte
En 1517 Esteban Iusarte huye a España. El rey Manuel le pide su extradición al cardenal Cisneros, regente de Castilla, y simultáneamente ofrece 5.000 cruzados a quien lo entregue a la justicia portuguesa. El prófugo es arrestado en Extremadura y conducido a Oporto, donde el juez João Lourenço lo juzga y condena. La sentencia se cumple mediante su degüello y la exhibición pública de su cabeza. Posteriormente el juez sería secuestrado y asesinado por los hermanos Iusartes, que luego huirían a establecerse en Castilla.